# Peter Schmidt (Schriftsteller)
Peter Schmidt (* 11. August 1944 in Gescher) ist ein deutscher Schriftsteller. Schmidt schrieb zahlreiche Romane im Genre des Politthrillers, Spionageromans, Detektivromans, Psychothrillers, SF-Thrillers und der Kriminalkomödie und veröffentlicht auch unter den Pseudonymen „Peter Cahn“ und „Mike Jaeger“. Er ist – zusammen mit Fred Breinersdorfer – Gründer des „Syndikats“, der größten deutschsprachigen Vereinigung der Kriminalschriftsteller.

## Leben
Schmidt studierte an der Ruhr-Universität Bochum Literaturwissenschaften und Philosophie mit dem Schwerpunkt psychologische Grundlagentheorie.
Neben Kriminalliteratur und allgemeiner Belletristik (Satire, philosophischer Roman) hat Peter Schmidt auch Sachbücher über eigene Forschungen zum Verständnis der Begriffe Gefühl und Emotion, der Theorie der Emotionalen Intelligenz und der philosophischen Werttheorie verfasst.

## Kritik
Zur Zeit des Ost-Westkonflikts bezeichnete die Kritik Schmidt als „einzigen ernst zunehmenden Autor im Agenten-Genre“ (Stern). Mit seinem Roman Schafspelz sei er „als erster deutscher Autor erfolgreich ins angloamerikanische Thriller-Monopol eingebrochen“ (Capital). Schmidt nahm in seinen Romanen modellhaft zahlreiche politische Entwicklungen vorweg, so etwa die Zusammenarbeit des Ministeriums für Staatssicherheit mit der RAF (Die Regeln der Gewalt, 1984, Neuausgabe 2008) oder die Schalck-Golodkowski-Geschäfte der DDR-Regierung zur Devisenbeschaffung (Ein Fall von großer Redlichkeit), was ihm zeitweilig bei Reisen im Ostblock die Verfolgung durch die Stasi eintrug. Sein Credo für den Thriller fasste er in folgende Worte: „Im Polit-Thriller bedeutet dieses Hinausgehen über die bloße, aber erwünschte Unterhaltung vor allem: 1. Sichtbarmachen realer Strukturen des politischen Verbrechens. 2. Modellmäßiges Weiterdenken möglicher Gefahren.“
Mit seinen doppelbödigen und hintergründigen Kriminalkomödien (Linders Liste 1988, Roulette 1992, Schwarzer Freitag 1993) vertritt Schmidt darüber hinaus ein ganz eigenes Genre des literarischen Kriminalromans, in dem Ironie, philosophische Reflexion und satirische Betrachtungsweisen menschlicher Schwächen dominieren. Ausgangspunkt von Einsteins Gehirn (2012) ist ein historisches Verbrechen: Nach Einsteins Tod stahl der Pathologe Thomas Harvey das Gehirn des Schöpfers der Relativitätstheorie. Als es nach jahrelanger Odyssee ins Princeton Hospital zurückgebracht wird, beauftragt ein Schweizer Verehrer des Genies den kleinen Ganoven Edwin Klein, die kostbare Reliquie nach Europa zu entführen. Dabei kommt es zu einer kuriosen Verwechslung. Ein halbes Jahrhundert später recherchiert der 14-jährige Albert die Umstände seiner Herkunft, als er im Keller seines Vaters auf eine mysteriöse Stickstoffflasche stößt. Während einer Odyssee um den Globus gelangt Albert – schon bald wegen seiner überragenden intellektuellen Fähigkeiten als neues Wunderkind, ja Universalgenie gefeiert – in die großen Talkshows bei CNN und schließlich sogar auf die Titelseite der Zeitschrift Time, diskutiert mit dem Dalai-Lama über das Glück, mit Präsident George W. Bush über die Fehler seiner Außenpolitik und während einer Audienz bei Papst Benedikt über die Theodizee – um schließlich das Rätsel seiner wahren Herkunft zu lösen.
In seinem philosophischen Roman Montag oder Die Reise nach innen (1989) beschreibt Schmidt im Sinne eines Entwicklungsromans am Beispiel des begabten jungen Protagonisten Marc Herzbaum die Stufen eines meditativen Bewusstseins zu immer mehr emotionaler Intelligenz.
Schmidt entwickelte weiter das EQ-Training mit Mentaltechniken wie „Scanning“, „Körper-Desensibilisierung“ und „Problem-Desensibilisierung“ zur Stressbewältigung, durch das u. a. Ängste und andere negative Gefühle leichter beeinflussbar werden sollen. Grundlage solcher Techniken ist ein genaueres Verständnis des Fühlens im Verhältnis zu Werterfahrungen, Werturteilen und Werten. Nach Schmidts Auffassung hat die Philosophie seit der Antike eines ihrer Hauptthemen verfehlt, weil es ihr nicht gelungen war, überzeugend zu analysieren, was eigentlich das „Wertvollsein“ in menschlichen Erfahrungen ausmacht. Gerade aus der Einsicht aber, was den genauen Charakter des Positivseins im Leben darstellt, lassen sich wichtige Direktiven für privates und politisches Handeln ableiten. Mangelnde Aufklärung in dieser Frage führt dagegen zu emotionaler Desorientiertheit mit all ihren bekannten gesellschaftlichen Folgen.
In seinen Sachbüchern, die im Sinne praktischer Philosophie auch mentale Ratgeber sind, entwirft Schmidt die Grundzüge einer neuen Werttheorie, die anders als etwa bei Kant, Nietzsche, Scheler oder Hartmann auf der Selbstevidenz des Fühlens als dem entscheidenden Faktor beruht, der Wertvollsein konstituiert, wobei Fühlen weit über die alte Lust-Unlusttheorie des Hedonismus hinausgeht. Nach Schmidts Auffassung sind alle anderen Wertbegründungen am unendlichen Regress des Hinterfragens gescheitert, warum eigentlich etwas ein Wert sei („Attractio-Aversio-Theorie“, Mythos Emotionale Intelligenz 2010, Scanning 2006).
Philosophisch und psychologisch von Belang sind Schmidts phänomenologische Analysen, wie Werte wahrgenommen werden. Danach handelt es sich um Ganzheitsqualitäten je nachdem aus Sinneswahrnehmungen, Empfindungen, gedanklichem Auffassen und Fühlen, sowie Wollensintentionen. Dabei stellen Gefühle als Angenehm- oder Unangenehmsein das eigentliche, die konkrete Wertwahrnehmung konstituierende Moment dar, jedoch selten isoliert, wie z. B. in der Stimmung, sondern eben als weitere neue Qualität („Ganzheitsqualität“), die mehr ist als die Summe ihrer Teile. Fehlt jedoch das konstitutive Moment des Fühlens als Komponente, dann können Werte nur gedanklich wahrgenommen werden (z. B. Werte als „Mittel“ wie Geld, Gesetze, Werkzeuge) und bedürfen immer der Letztbegründung durch den Endwert des Gefühls. Andernfalls handelt es sich um bloßes „Wertmeinen“, das eben gerade deshalb oft zu Bewertungsirrtümern führt. Auf diese Weise sei auch die alte Frage nach der ästhetischen Schönheit zu beantworten. Ein schöner Gegenstand bedarf immer sowohl der inhaltlichen Qualitäten – z. B. Formen und Farben eines Bildes – wie auch der angenehmen Gefühlstönung. Fehlt letztere, kann keine Schönheit wahrgenommen werden. Gefühle sind nach dieser Definition „kontingente“ Qualitäten „sui generis“. Schönheit ist daher wie alle anderen Wertqualitäten weder ganz objektiv noch nur subjektiv.
In der Ethik sei ein grundlegender neuer Ansatz darin zu sehen, dass es sich bei den moralischen Werten nicht um starre allgemeingültige Wertqualitäten handele, sondern um ein „progressives System“, dessen Wertrealisierung von der prozentualen Kooperation anderer abhänge (Scanning. S. 107, 146 f). Je mehr Menschen sich daran beteiligten, desto größer die Wahrscheinlichkeit, selbst von seinen Vorteilen betroffen zu sein. Umgekehrt gilt: Je weniger Menschen sich am progressiven Wertesystem beteiligen, desto geringer der zu erwartende Nutzen. Nichtbeteiligung kann dabei durchaus von Vorteil für das Individuum sein, indem es seine Werte egoistisch verwirklicht. Dies führt aber umgekehrt genau anteilig zum Verschwinden der Wertvorteile eines progressiven Systems, wovon dann auch der Egoist betroffen ist.
In Mythos Emotionale Intelligenz (2010) stellt Schmidt unser Alltagsverständnis von Emotionaler Intelligenz, wie es sich seit Daniel Goleman (1995) entwickelt hat, als zu „vage“ und weitgehend folgenlos in Frage und versucht eine präzisere Begriffsbestimmung, die sowohl phänomenologisch wie auch sprachanalytisch den Gegebenheiten gerecht werden will. Danach handelt es sich um die Verwirklichung von „Attractio“ (Positivsein des Fühlens) und Vermeidung von „Aversio“ (Negativsein des Fühlens) in verschiedenen Modalitäten als umfassende, sich in allen Lebensäußerungen durchsetzende bewusste oder unbewusste Intention, die den Sinn und Wert des Lebens konstituiert. Zitat: „Attractio-Erfahrungen zu steigern und Aversio-Erfahrungen zu vermindern, ist das, was man zu Recht Emotionale Intelligenz oder emotionale Klugheit nennt.“ (S. 188). Immer umfassender die „Grammatik des Fühlens“ zu verstehen, wird von Schmidt als Vollendung der steckengebliebenen Aufklärung und entscheidend für unser menschliches Selbstverständnis angesehen, weil es uns vor „emotionalem Irrläufertum“ bewahrt.

## Auszeichnungen
- 1986 Deutscher Krimipreis – Platz 2 für Erfindergeist. Rowohlt, Reinbek 1985
- 1987 Deutscher Krimipreis – Platz 1 für Die Stunde des Geschichtenerzählers. Rowohlt, Reinbek 1986
- 1991 Deutscher Krimipreis – Platz 2 für Das Veteranentreffen. Rowohlt, Reinbek 1990
- 1993 Krimi des Monats, SFB / Kultur aktuell für Der Mädchenfänger. Rasch und Röhring, Hamburg 1993.
- 1994 Literaturpreis Ruhr für das bisherige Gesamtwerk

## Werke

### Erzählungen
Erzählungen in zahlreichen Anthologien

### Fernsehen/Radio
- Winger. Kriminalhörspiel. 1987.
- Streit um Drei. Fernsehserie. 1999 (acht Folgen).

### Komödien/Satiren
- Eiszeit für Maulhelden. Ullstein, Frankfurt am Main 1984, ISBN 3-548-10234-4.
- Einmal Sonne und zurück. Reisesatiren. Rowohlt, Reinbek 1985, ISBN 3-499-15563-X.
- Von Särgen und nächtlichen Schreien. Makabere Satiren. Rowohlt, Reinbek 1986, ISBN 3-499-15778-0.
- Linders Liste. Rowohlt, Reinbek 1988, ISBN 3-499-42880-6.
- Roulett. Rowohlt, Reinbek 1992. ISBN 3-499-42880-6 Neuausgabe: Roulette (KBV-Krimis; Band 26). Edition Klein & Blechinger, Elsdorf 1997, ISBN 3-927658-59-6.
- Schwarzer Freitag. Rowohlt, Reinbek 1993, ISBN 3-499-43086-X.

### Kriminalromane/Thriller
- Mehnerts Fall. Ullstein, Frankfurt am Main 1981, ISBN 3-548-10121-X; überarb. Neuausg. Rowohlt, Reinbek 1987, ISBN 3-499-42774-5.
- Die Trophäe. Ullstein, Frankfurt am Main 1982, ISBN 3-548-10157-X; überarb. Neuausg. Rowohlt, Reinbek 1987, ISBN 3-499-42809-1.
- Augenschein. Politthriller. Ullstein, Frankfurt am Main 1983, ISBN 3-548-10196-8.[1]
- Die Regeln der Gewalt. Thriller über den Terrorismus. Rowohlt, Reinbek 1984, ISBN 3-499-42686-2.
- Ein Fall von großer Redlichkeit. Rowohlt, Reinbek 1985, ISBN 3-499-42701-X.
- Erfindergeist. Rowohlt, Reinbek 1985, ISBN 3-499-42743-5.
- Die Stunde des Geschichtenerzählers. Rowohlt, Reinbek 1986, ISBN 3-499-42743-5.
- Der EMP-Effekt. Rowohlt, Reinbek 1986, ISBN 3-499-42765-6.
- Der Agentenjäger. Rowohlt, Reinbek 1986, ISBN 3-499-42784-2.
- Der kleine Herzog. Rowohlt, Reinbek 1989, ISBN 3-499-42929-2.
- Das Veteranentreffen. Rowohlt, Reinbek 1990, ISBN 3-499-42942-X.
- Schafspelz. Thriller. Rasch und Röhring Verlag Hamburg, Hardcover ISBN 3-499-42942-X; Neuausg. Verlag der Criminale, München 2000, ISBN 3-89811-688-3.
- Die andere Schwester. Politthriller. Rasch und Röhring Verlag Hamburg, Hardcover ISBN 3-89136-439-3; TB Goldmann, München 1992, ISBN 3-442-05866-X.
- Der Mädchenfänger. Thriller. Verlag Rasch & Röhring, Hamburg 1993, ISBN 3-89136-475-X.
- Winger. Thriller. Verlag Rasch & Röhring, Hamburg 1994, ISBN 3-89136-497-0.
- Harris. Roman. Verlag Rasch & Röhring, Hamburg 1995, ISBN 3-89136-555-1.
- Trojanische Pferde. Verlag Rasch & Röhring, Hamburg 1996, ISBN 3-89136-595-0.
- Feuervogel. Das Omega-Team, ein Action-Thriller. Rowohlt, Reinbek 1999, ISBN 3-499-43357-5. (unter dem Pseudonym Mike Jaeger)
- Endorphase-X. Medizinthriller. KBV, Hillesheim 2010, ISBN 978-3-940077-77-6.: überarb. Neuausg. Amazon, ISBN 978-1-5152-5105-7.
- Einsteins Gehirn. Kriminalroman. Gmeiner, Meßkirch 2012, ISBN 978-3-8392-1316-2.
- Moskau – Washington. Historischer Thriller. Amazon 2015, ISBN 978-1-5172-1868-3; überarb. Neuausg. Verlag Neopubli, epubli, Berlin 2019, Hardcover, ISBN 978-3-7467-9857-8.
- Eine Studentin. Thriller. Verlag Neopubli, epubli, Berlin 2019, Hardcover, ISBN 978-3-7467-9849-3.

### Romane
- Die Regeln der Gewalt (Kriminelle Sittengeschichte Deutschlands. Band 3). Neuausg. Edition Köln, Köln 2008, ISBN 978-3-936791-52-5 (Roman über den Terrorismus).
- Montag oder Die Reise nach innen. Roman. Droemer, München 1998, ISBN 3-426-19459-7 (philosophischer Roman über Emotionale Intelligenz). Überab. Neuausgabe, Paperback 2014, Amazon, ISBN 978-1-5005-1129-6.

### SF-Romane/Utopien
- Das Prinzip von Hell und Dunkel. SF-Roman. Heyne, München 1986, ISBN 3-453-31294-5. Neuausgabe 2014: Paperback, Amazon, ISBN 978-1-5007-7610-7.
- Die fünfte Macht. Rowohlt, Reinbek 1989, ISBN 3-499-42908-X.
- Gen-Crash. Roman. Ullstein, Berlin 1994, ISBN 3-548-24007-0. (unter dem Pseudonym Peter Cahn); Neuausgabe 2017: Peter Schmidt: Gen-Crash. Roman. Paperback Amazon, ISBN 3-548-24007-0.
- 2999. Das dritte Millennium. Rowohlt, Reinbek 1999, ISBN 3-499-43350-8. Neuausgabe 2014, Paperback Amazon, ISBN 978-1-5007-1562-5.
- Endzeit (Magic Edition. Band 3). Edition Blitz, Windeck 2004, ISBN 3-89840-263-0. Neuausgabe 2014, Paperback Amazon, ISBN 978-1-5003-1848-2.

### Sachbücher
- EQ-Training. Die Praxis der emotionalen Intelligenz Langen-Müller, München 1999, ISBN 3-7844-2752-9.
- Die Kraft der positiven Gefühle. Mit neuen Mentaltechniken innerlich frei werden. dtv, München 2001, ISBN 3-423-36256-1. Neuausgabe 2019, Hardcover: Neopubli, epubli Berlin, ISBN 978-3-7467-9874-5.
- Stehen Sie drüber. Sich sekundenschnell von negativenGefühlen befreien. MVG, Landsberg 2002, ISBN 3-478-73246-8.
- Scanning. Neue Mentaltechniken gegen emotionalen Stress. Beluga New Media, Herten 2006, ISBN 3-938152-01-X. Überar. Neuausgabe, Paperback 2014, Amazon, ISBN 978-1-5005-4608-3.
- Mythos Emotionale Intelligenz. Kollateral-Verlag, Sulzbach 2010, ISBN 978-3-942408-30-1. Erweiterte Neuausgabe 2015, Paperback: Mythos Emotionale Intelligenz: Einführung in die Psychologie des Fühlens und Bewertens, Amazon, ISBN 978-1-5077-0794-4.
- Ist der Holocaust Ansichtssache? Sieben Gründe, warum es nicht(s) mehr wird mit der Gesellschaft. E-Book: Neobooks 2014, ISBN 978-3-8476-8975-1.
- Sieben Gründe, warum wir nicht so gut sind, wie wir sein könnten. CreateSpace Independent Publishing/amazon 2014, ISBN 978-1-5001-8724-8.
- Die unaufgeklärte Gesellschaft. Verlag epubli, Berlin 2021, ISBN 978-3-7531-4269-2.
- Ist der Homo sapiens noch zu retten? Das erreichbar Positive – wie sich unser Leben optimieren lässt. Verlag epubli, Berlin 2022, ISBN 9783754937501